# Volksbank Oldenburg-Land Delmenhorst
Die Volksbank eG Oldenburg-Land Delmenhorst mit Sitz in Wildeshausen ist eine deutsche Genossenschaftsbank im Landkreis Oldenburg in Niedersachsen. Die Bank ging im Jahr 2023 aus der Fusion der VR Bank Oldenburg Land eG mit der Volksbank eG Delmenhorst Schierbrok hervor.

## Angebote
Die Volksbank eG Oldenburg-Land Delmenhorst bietet als regionale Universalbank ein breites Spektrum an Finanzdienstleistungen. Das Hauptgeschäft der Geldanlagen und Kreditvergabe wird durch weitere Partner in der genossenschaftlichen Finanzgruppe erweitert. Spezielle Expertise bieten die Tochterunternehmen VR-Immobilien Wildeshauser Geest GmbH und VR-Energieprojekte Dötlingen GmbH.

## Förderauftrag
Ihrem Slogan „Aus der Region – für die Region“ wird die Genossenschaftsbank durch die Unterstützung regionaler Projekte und Vereine gerecht. Insbesondere das Ende 2015 veröffentlichte Crowdfunding-Portal „Viele schaffen mehr“ lässt das regionale Genossenschaftsprinzip neu aufleben.

## Geschichte

### Geschäftsstelle Wildeshausen
Die Bank wurde am 18. Oktober 1896 als „Wildeshauser Spar- und Darlehenskassenverein e.G.m.u.H.“ durch die ersten 24 Mitglieder gegründet. Vier Tage später folgte dann die Eintragung in das Genossenschaftsregister. Im November 1896 wurde mit Hilfe der Firma Petzold aus Magdeburg das Geschäft aufgenommen. 1914 trennte man sich von der Bezeichnung „Verein“, bis 1978 blieb der Name „Wildeshauser Spar- und Darlehenskasse“. Damit war die Spar- und Darlehenskasse eine der ersten Banken, die sich dem Genossenschaftsverband Weser-Ems anschloss und ist auch heute noch Mitglied des Verbandes. 1932 entschieden sich die damaligen Leiter Wilhelm Erdmann, Hermann Behrens und Heinrich Grashorn dazu, ein eigenes Grundstück zu kaufen. Somit entstand 1957 auf der Westerstraße/Ecke Bahnhofstraße das erste eigene Bankgebäude der Spar- und Darlehenskasse. Aufgrund des stetigen Wachstums der Bank waren die Räume einige Jahre später nicht mehr ausreichend, daher wurde das Nachbargebäude in der Bahnhofstraße erworben und die Bank vergrößert.
Im Jahre 1978 erfolgte die Umbenennung in Volksbank Wildeshausen eG, außerdem konnten weitere Nachbargrundstücke erworben werden, um dem Wachstum der Bank weiterhin gerecht zu werden.
Nach der Fusion 2002 mit der Volksbank Harpstedt eG und der Volksbank Dötlingen eG wurde der Name in Volksbank Wildeshauser Geest eG geändert.
Heute befindet sich die Volksbank immer noch an der Westerstraße 4 und hat durch die Fusion weitere Bankstellen in Harpstedt (Burgstraße 3) und Dötlingen (Heuberge 1B).

### Geschäftsstelle Delmenhorst
Seit 1904 gibt es in Delmenhorst eine Genossenschaftsbank. Das älteste Gründungsinstitut ist die Handwerker Spar- und Darlehnskasse GmbH, die am 6. November 1904 beim Amtsgericht Delmenhorst eingetragen wurde.
Nach vorangegangenen Fusionen u. a. mit der Spar- und Darlehnskasse Hasbergen eG entstand im Jahre 2000 aus der Fusion der Volksbank Delmenhorst eG und der Raiffeisenbank Schierbrok eG die Raiffeisen-Volksbank Delmenhorst-Schierbrok eG. Von 2012 bis 2023 trug die Bank den Namen Volksbank eG Delmenhorst Schierbrok.

### Geschäftsstelle Dötlingen (Neerstedt)
Am 23. August 1896 wurde die Volksbank in Dötlingen unter dem Namen „Spar- und Darlehenskasse e.G.m.u.H.“ durch die ersten 36 Mitglieder gegründet. Der erste Geschäftsbetrieb begann am 1. November 1896 im Hause des Rendanten Köhler (welches heute das Café Behr ist). Im Jahre 1897 war die Spar- und Darlehenskasse an der Gründung einer Zentralbank für den Geldverkehr in Oldenburg und Umgebung beteiligt.
Die Bankstellen befanden sich unter anderem im „Tempel“ oder auch in Meyer’s Gasthof, welches heute der Schützenhof ist.
Aufgrund des weiteren Wachstums und der großen Kapazitätenausschöpfung, hat sich die Spar- und Darlehenskasse 1965 an die Raiffeisen-Datenverarbeitung Weser Ems GmbH angeschlossen. Ebenfalls wurde in diesem Jahr in Neerstedt eine Zweigstelle im eigenen neuen Bankgebäude eröffnet.
1970 folgte dann der Bau eines eigenen Bankgebäudes in Brettorf, 13 Jahre später genügte diese nicht mehr den Anforderungen und wurde daher erneuert.
1972/73 wurde die Hauptstelle in Dötlingen neu gebaut und 1991 modernisiert.
Heute existiert nur noch die Bankstelle in Neerstedt, welche 2010 an der Straße Heuberge 1B erbaut wurde.

### Geschäftsstelle Harpstedt
Die Spar- und Darlehenskasse, eingetragene Genossenschaft mit unbeschränkter Haftpflicht in Harpstedt, wurde am 10. März 1924 gegründet. Wer genau den Anstoß zur Gründung gegeben hat, lässt sich heute nicht mehr feststellen. Sicher ist jedoch, dass die 23 Gründer von der Idee Friedrich-Wilhelm Raiffeisens überzeugt waren.
Das erste Geschäftszimmer wurde vom Rendanten Wilhelm Nolte am 1. Mai 1924 in der Langen Straße in Harpstedt zur Verfügung gestellt, und der Geschäftsbetrieb konnte aufgenommen werden. Die Zinsen wurden damals noch ganz anders beziffert: im Juni 1924 zahlten Kunden 60 % Sollzinsen auf Kredite und bekamen 18 % auf Einlagen. Später, Anfang 1925, stabilisierten sich die Zinsen: 15 % Soll und 8 % Haben.
Schon zwei Jahre nach der Gründung musste wegen des Arbeitsaufkommens der erste Mitarbeiter eingestellt werden, der erste Tresen konnte jedoch erst 1929 angeschafft werden.
1937 folgten dann gleich zwei Umzüge: vom Geschäftszimmer in der Langen Straße ging es in das „Schorling'sche Haus“ in der Burgstraße, und von hier in das „Roßbach'sche Haus“ zurück in die Lange Straße. Dieses Haus wurde während des Zweiten Weltkrieges dreimal von Bomben getroffen – daraufhin entschied sich die Bank 1951 für einen Neubau in der Burgstraße 3. Dieses Gebäude wurde seitdem mehrere Male renoviert und dem neuesten Stand angepasst, u. a. 1968 und 2013.

## Rechtsgrundlagen
Rechtsgrundlagen sind die Satzung und das Genossenschaftsgesetz. Die Organe der Genossenschaftsbank sind der Vorstand, der Aufsichtsrat und die Vertreterversammlung. Die Bank ist der BVR Institutssicherung GmbH und der Sicherungseinrichtung des Bundesverbandes der Deutschen Volksbanken Raiffeisenbanken e.V. angeschlossen.